# Eva Birnerová
Eva Birnerová (* 14. August 1984 in Duchcov, ČSSR) ist eine ehemalige tschechische Tennisspielerin.
Ihr Vater Stanislav Birner und ihre Schwester Hana waren ebenfalls Tennisprofis.

## Karriere
Birnerová, die Rasenplätze bevorzugt, begann im Alter von vier Jahren unter Anleitung ihres Vaters, Stanislav Birner, der ebenfalls Tennisprofi war, mit dem Tennisspielen. 1998 ging sie bei ITF-Turnieren an den Start, 2002 gab sie ihren Einstand auf der WTA Tour. In den Jahren 2002 und 2003 spielte sie jeweils eine Doppelpartie für die tschechische Fed-Cup-Mannschaft, die sie beide verloren hat.
Ihren ersten WTA-Titel gewann Birnerová am 13. August 2006 in Stockholm, wo sie im Endspiel an der Seite von Jarmila Gajdošová die Paarung Zi Yan/Jie Zheng in drei Sätzen besiegte. Der zweite Turniersieg errang sie im Juli 2011 in Bad Gastein, wo sie zusammen mit Lucie Hradecká im Finale Jarmila Gajdošová und Julia Görges in einem engen Dreisatzmatch bezwingen konnte. Der dritte Titelgewinn gelang ihr im Februar 2012 in Bogotá an der Seite von Alexandra Panowa. Am 21. Mai 2012 erreichte sie im Doppel mit Platz 52 ihre beste Position in der Weltrangliste.
Im Einzel zog sie 2011 beim WTA-Turnier von Taschkent ins Endspiel ein, das sie gegen Xenija Perwak mit 3:6 und 1:6 verlor. Bei den Australian Open und den French Open, bei denen sie 2005 jeweils das Achtelfinale erreicht hatte, schied sie 2012 in der ersten Runde aus; in Wimbledon und bei den US Open scheiterte sie jeweils in der Qualifikation. 2013 machte sie erneut in Wimbledon auf sich aufmerksam, wo sie erst in der dritten Runde gegen Mónica Puig in drei Sätzen ausschied.
Ihr letztes Match spielte sie im August 2014 bei einem ITF-Turnier in Hechingen, wo sie nach verlorenem ersten Satz zu Beginn des zweiten Satzes aufgab.

## Turniersiege

### Einzel
| Nr. | Datum              | Turnier     | Kategorie   | Belag             | Finalgegnerin      | Ergebnis       |
| --- | ------------------ | ----------- | ----------- | ----------------- | ------------------ | -------------- |
| 1.  | 23. September 2001 | Glasgow     | ITF $25.000 | Hartplatz (Halle) | Sophie Erre        | 3:6, 7:5, 6:4  |
| 2.  | 3. März 2002       | Neu-Delhi   | ITF $25.000 | Hartplatz         | Peng Shuai         | 6:4, 7:5       |
| 3.  | 23. Juni 2002      | Lenzerheide | ITF $25.000 | Sand              | Chanelle Scheepers | 7:5, 6:4       |
| 4.  | 13. April 2003     | Dinan       | ITF $50.000 | Sand (Halle)      | Zuzana Ondrášková  | 1:6, 6:2, 6:3  |
| 5.  | 13. Juli 2003      | Vittel      | ITF $50.000 | Sand              | Tazzjana Putschak  | 6:4, 6:4       |
| 6.  | 23. November 2003  | Deauville   | ITF $25.000 | Sand (Halle)      | Camille Pin        | 6:4, 6:3       |
| 7.  | 5. Februar 2006    | Ortisei     | ITF $75.000 | Teppich (Halle)   | Marta Domachowska  | 4:6, 7:5, 6:2  |
| 8.  | 25. September 2010 | Shrewsbury  | ITF $75.000 | Hartplatz (Halle) | Anne Kremer        | 7:61, 3:6, 6:0 |

### Doppel
| Nr. | Datum            | Turnier        | Kategorie         | Belag             | Partnerin           | Finalgegnerinnen                           | Ergebnis                |
| --- | ---------------- | -------------- | ----------------- | ----------------- | ------------------- | ------------------------------------------ | ----------------------- |
| 1.  | Oktober 1998     | Nicosia        | ITF $10.000       | Sand              | Annette Zweck       | Liina Suurvarik Galina Misiuriova          | 6:3, 6:4                |
| 2.  | November 2000    | Minsk          | ITF $10.000       | Teppich           | Alexandra Zerkalova | Raissa Gurewitsch Ljudmila Nikojane        | 2:4, 3:5, 5:3, 4:2, 4:0 |
| 3.  | September 2002   | Tiflis         | ITF $25.000       | Sand              | Gabriela Chmelinová | Gulnara Fattachetdinowa Marija Kondratjewa | 6:4, 6:0                |
| 4.  | April/Mai 2004   | Cagnes-sur-Mer | ITF $75.000       | Sand              | Lubomira Bacheva    | Ruxandra Dragomir Ilie Antonia Matic       | 4:6, 7:64, 6:3          |
| 5.  | 13. August 2006  | Stockholm      | WTA Tier IV       | Hartplatz         | Jarmila Gajdošová   | Yan Zi Zheng Jie                           | 0:6, 6:4, 6:2           |
| 6.  | Oktober 2008     | Saint-Raphaël  | ITF $50.000       | Hartplatz         | Lucie Hradecká      | Gracia Radovanovic Renata Voráčová         | 6:4, 6:3                |
| 7.  | April 2010       | Kairo          | ITF $25.000       | Sand              | Renata Voráčová     | Ksenija Mileuskaja Lenka Wienerová         | 7:64, 6:4               |
| 8.  | Juni 2010        | Zlín           | ITF $50.000+H     | Sand              | Stéphanie Foretz    | Tereza Hladíková Michaela Pochabová        | 7:5, 4:6, [10:6]        |
| 9.  | Juli 2010        | Cuneo          | ITF $100.000      | Sand              | Lucie Hradecká      | Sorana Cîrstea Andreja Klepač              | 3:6, 6:4, [10:8]        |
| 10. | Juni 2011        | Nottingham     | ITF $100.000+H    | Rasen             | Petra Cetkovská     | Regina Kulikowa Jewgenija Rodina           | 6:3, 6:2                |
| 11. | 17. Juli 2011    | Bad Gastein    | WTA International | Sand              | Lucie Hradecká      | Jarmila Gajdošová Julia Görges             | 4:6, 6:2, [12:10]       |
| 12. | Oktober 2011     | Barnstaple     | ITF $75.000+H     | Hartplatz (Halle) | Anne Keothavong     | Sandra Klemenschits Tatjana Malek          | 7:5, 6:1                |
| 13. | 18. Februar 2012 | Bogotá         | WTA International | Hartplatz         | Alexandra Panowa    | Mandy Minella Stefanie Vögele              | 6:2, 6:2                |
| 14. | 20. Februar 2014 | Kreuzlingen    | ITF $25.000       | Teppich (Halle)   | Michaëlla Krajicek  | Aleksandra Krunić Amra Sadikovic           | 6:1, 4:6, [10:6]        |